# Synagogue tunisienne d'Acre

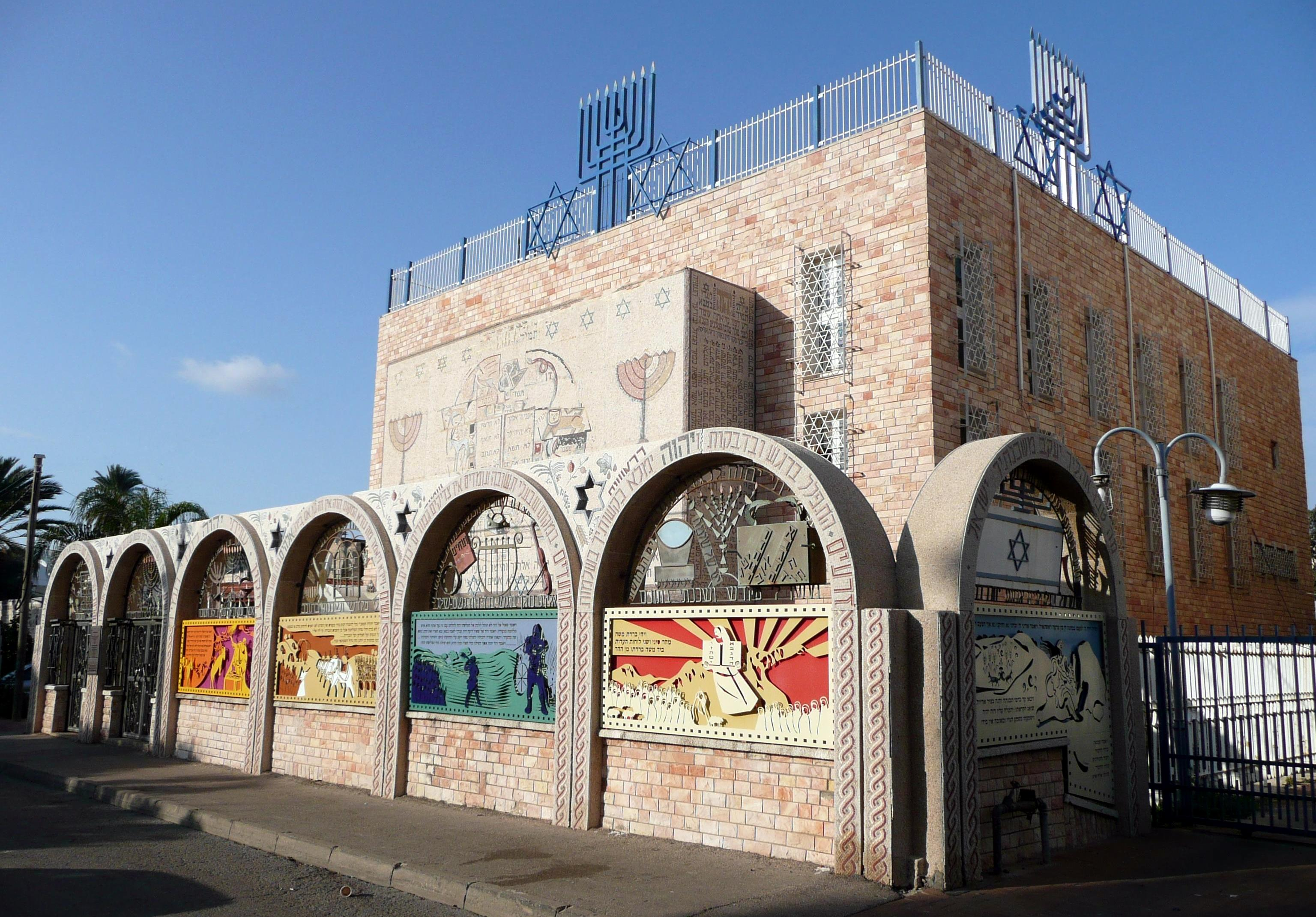
La synagogue tunisienne, vue du mur d'enceinte avec les panneaux de mosaïques.

La synagogue Or Torah (en hébreu: בית הכנסת אור תורה), plus connue sous le nom de synagogue tunisienne d'Acre, est une synagogue construite en 1955 pour les nombreux fidèles juifs originaires de Tunisie habitant Acre et sa région.

## Historique
La synagogue située 13 rue Kaplan, est établie dans une ancienne maison qui pendant la guerre d'indépendance et au début de l'existence d'Israël, servit de centre communautaire.
En 1955, le bâtiment est attribué aux immigrants de Tunisie pour y installer leur synagogue. La décoration de la synagogue est en grande partie l'œuvre de Zion Badasche, le gabbai (préposé) de la synagogue, qui désire rappeler la synagogue de la Ghriba sur l'île de Djerba en Tunisie, où il a vécu.
Le bâtiment de quatre niveaux est situé à l'est des murs de la vieille ville d'Acre. Au fil des ans, Badasche a totalement recouvert de mosaïques les murs, le plafond et le plancher. Toutes les mosaïques sont de couleur naturelle et proviennent de différentes régions d'Israël. Les mosaïques ont été taillées au kibboutz Eilon situé en Haute Galilée.

## Description
La synagogue a trois portes d'entrée, symbolisant les trois patriarches.
Le rez-de-chaussée sert de Beth Midrash et offre une grande salle de conférence et d'études. Elle est utilisée comme salle de prière pour les jours de semaine. Les mosaïques y représentent des dizaines d'oiseaux et d'animaux, des objets de culte spécifique du judaïsme comme la Menorah, le chophar, la harpe ainsi que d'autres instruments de musique utilisés dans le Temple de Jérusalem, des pièces de monnaie juives du temps du Temple et de la révolte de Bar Kokhba, les portes de Jérusalem et les sept espèces.

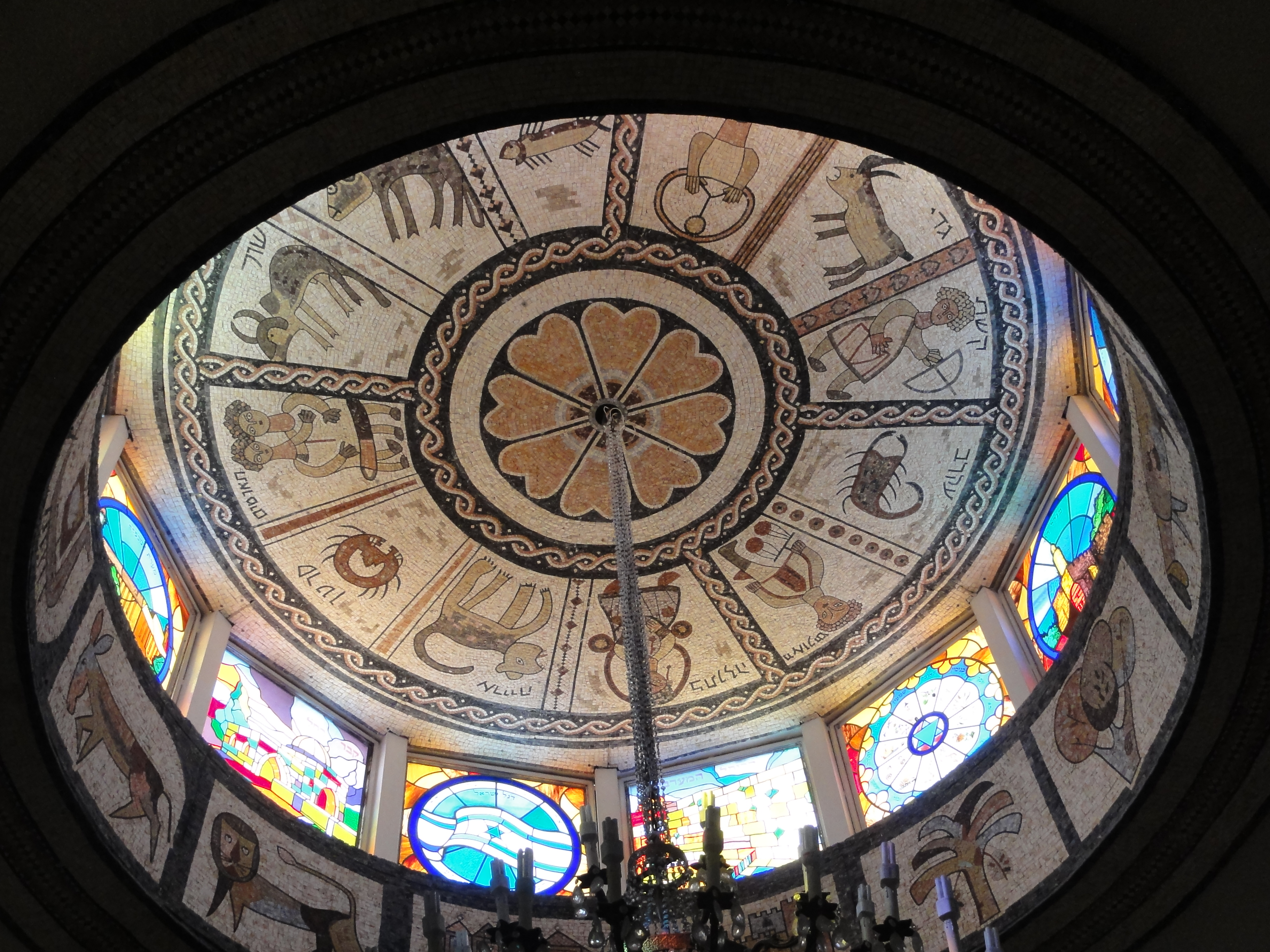
La coupole dans la salle de prière

La salle de prière principale, pour les chabbats et les jours de fête, se trouve au premier étage, et possède sept Heikhalot (arches saintes) pour les rouleaux de Torah, représentant les sept portes du Paradis.  Actuellement seuls trois Heikhalot sont terminés. Chacun est formé de quatre portes, deux grandes en haut pour les rouleaux de Torah, et deux plus petites en bas. Les portes épaisses de 3 cm sont recouvertes de feuille d'argent et décorées de bas-reliefs. La Téva est en marbre et bois massif, avec trois entrées, entourées chacune de quatre colonnes en marbre vert.  La salle est surmontée d'une grande coupole surélevée par un tambour assez haut. Le plafond de la coupole est orné des douze signes du zodiaque,
copiés sur les mosaïques de l'ancienne synagogue de Beth Alpha en Galilée, tandis que le tambour est décoré en sa partie basse de douze tableaux mosaïques représentant les douze tribus d'Israël, et est percée en sa partie haute de douze baies rectangulaires dont les vitraux représentent des symboles de la vie actuelle du peuple juif, comme la Knesset d'Israël ou la Grande synagogue de Tunis.
La galerie des femmes au second étage est décorée de scènes évoquant les héroïnes de la Bible. En haut des escaliers, et donnant sur le toit, une grande salle, utilisée comme une salle d'exposition est couverte de mosaïques en souvenir de la Shoah. Dans l'ensemble de la synagogue, onze panneaux de mosaïques commémorent la Shoah.  Un des panneaux représente une carte où sont mentionnés les pays victimes de la barbarie nazie.
En plus la prière du Pittum hakketoret des Juifs séfarades est écrite en mosaïque. D'autres tableaux représentent l'exil en Égypte  et les travaux forcés, le rêve de Jacob, le drapeau des douze tribus.
Le bâtiment est éclairé naturellement par 140 vitraux, représentant des histoires de la Bible ainsi que des évènements importants de l'histoire juive.
L'extérieur de la synagogue est aussi couverte de mosaïques et le mur d'enceinte possède 6 arches pleine chacune offrant un tableau en mosaïque.  
Vitraux

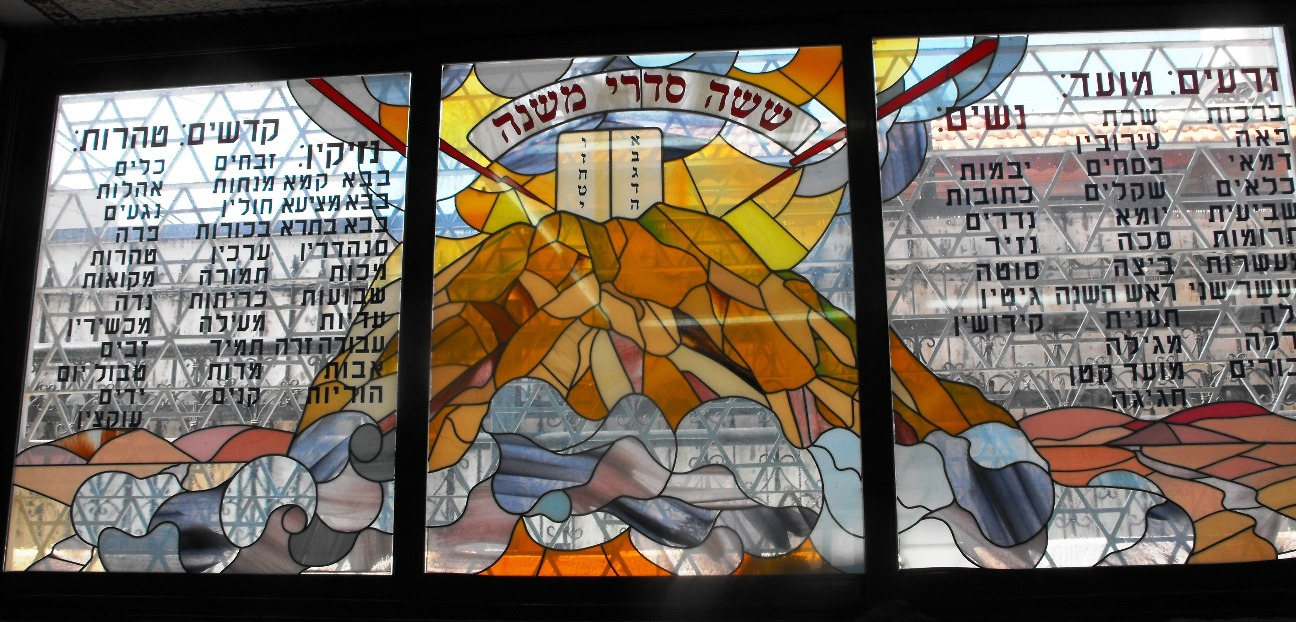
Les Tables de la Loi
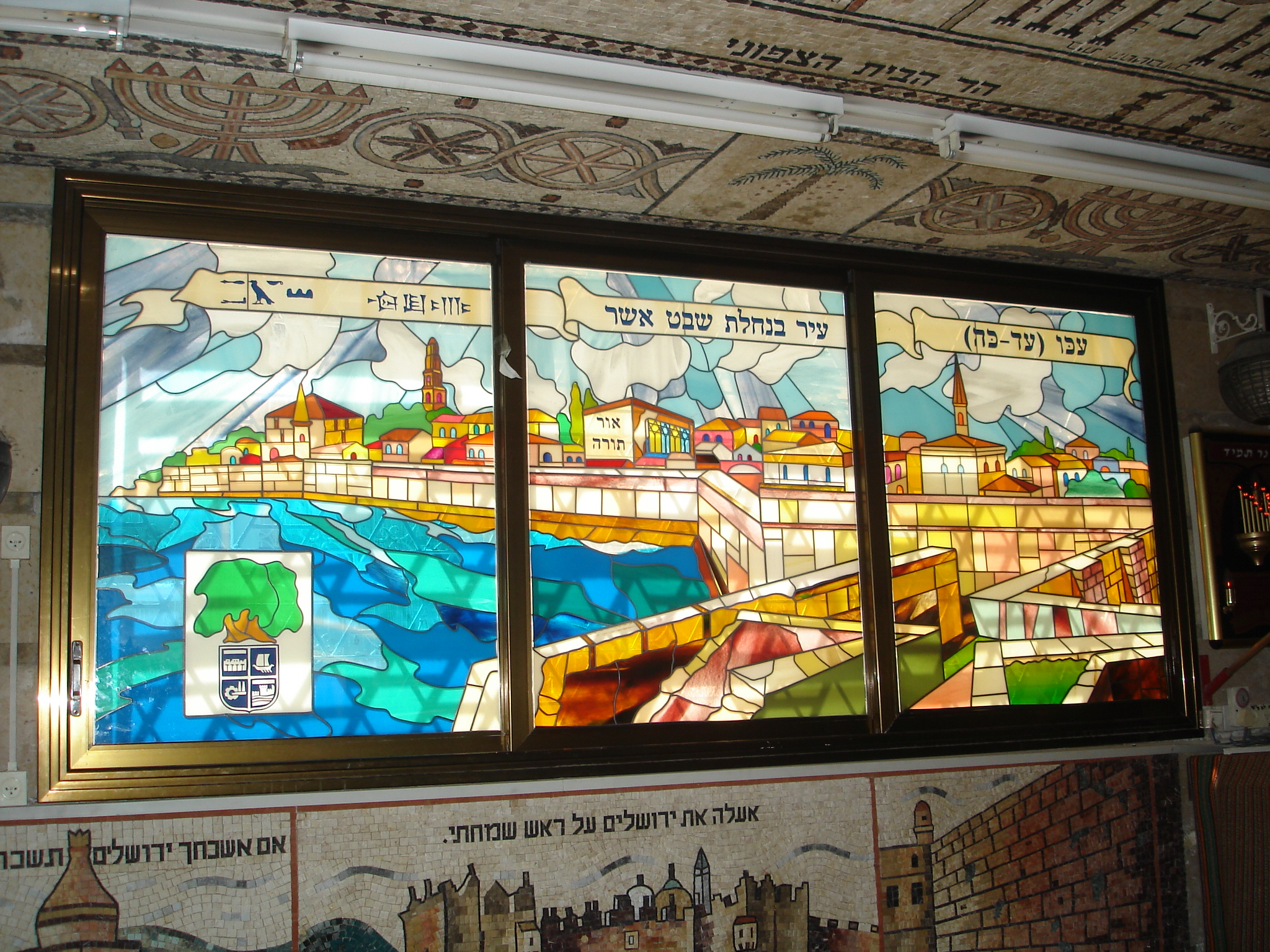
Vitraux représentant le port d'Acre

Tableaux de mosaiques

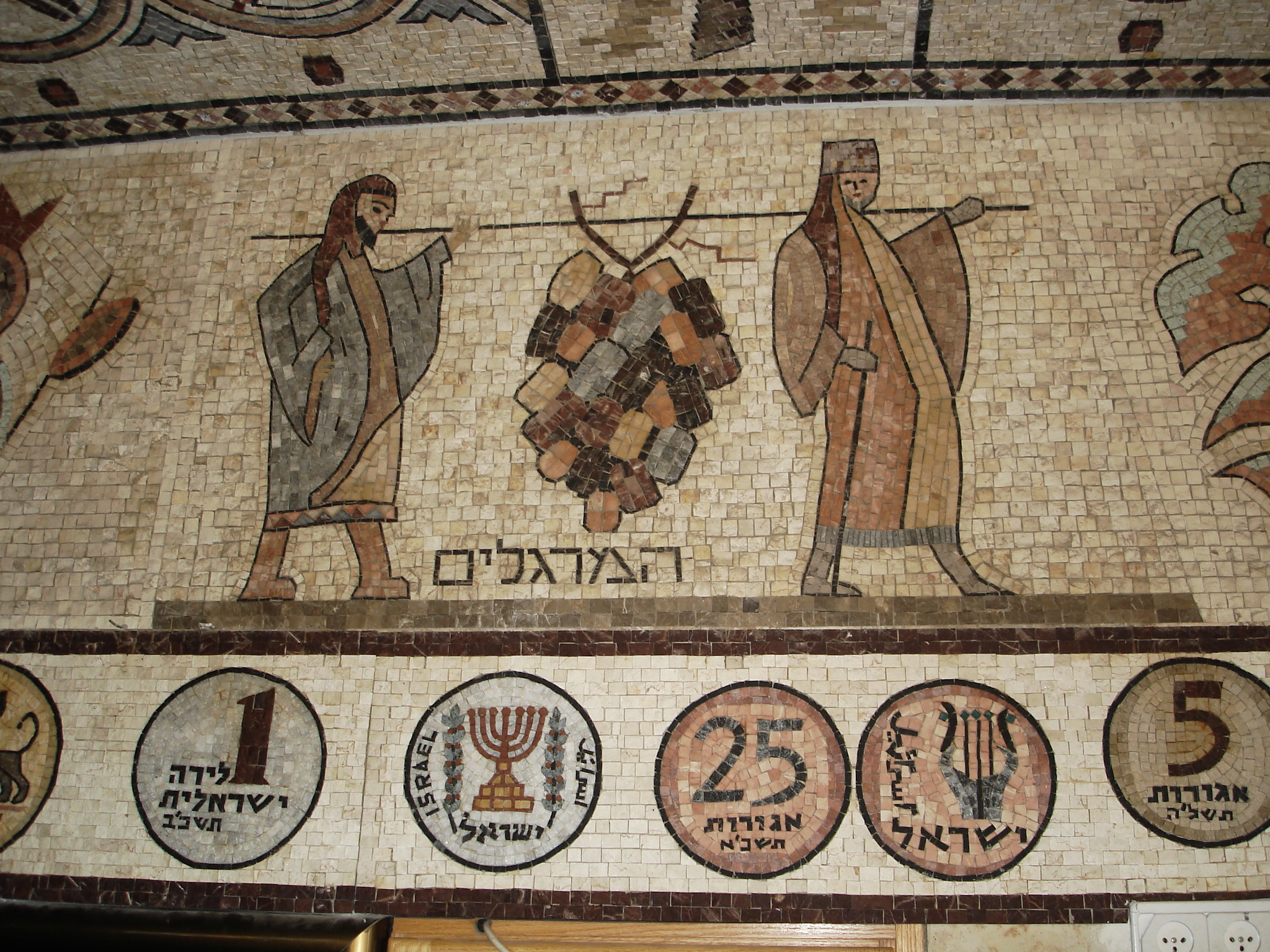
Les explorateurs envoyés par Moïse reviennent du pays de Canaan – En dessous des pièces de monnaie juive
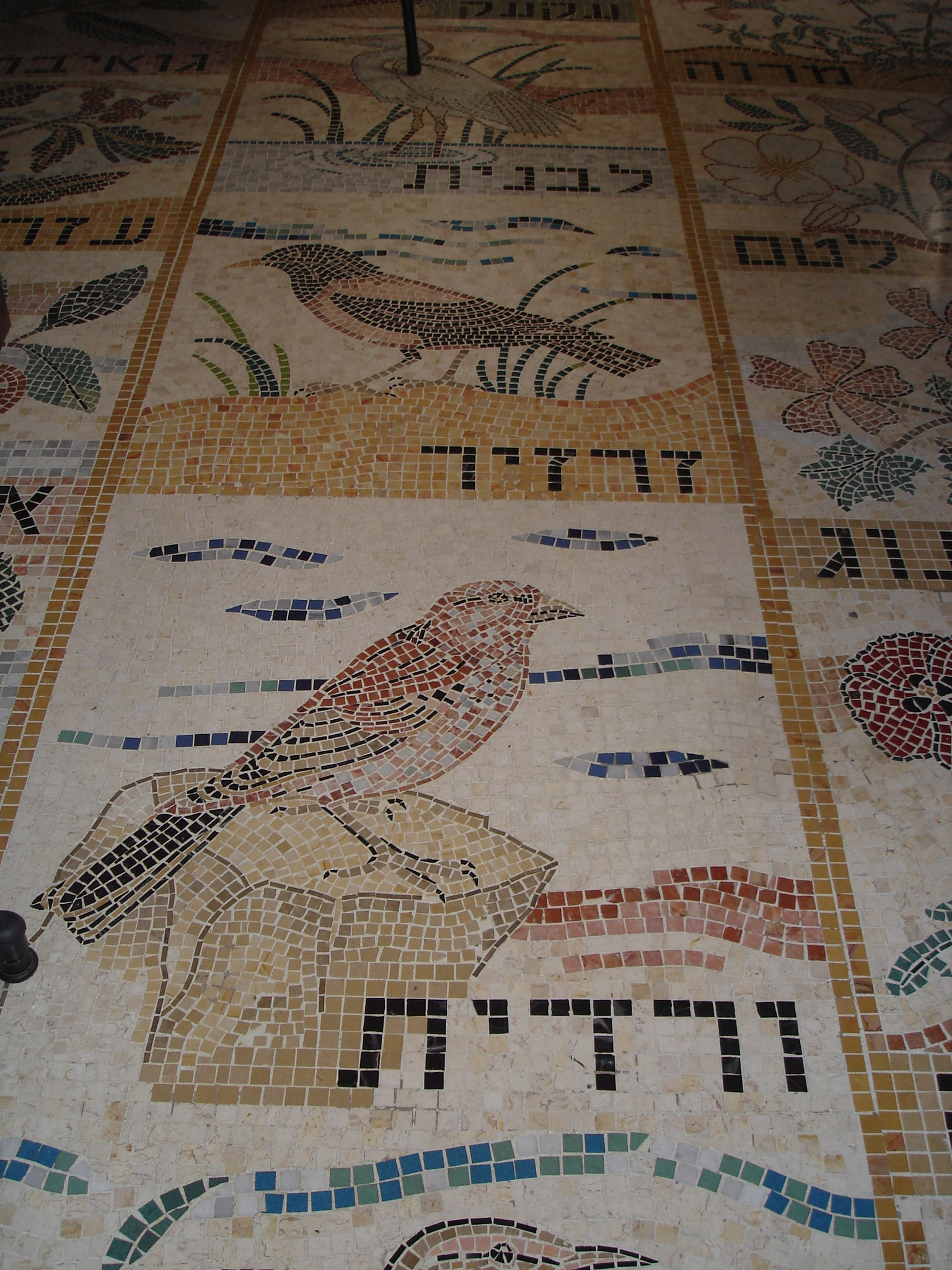
Mosaïques représentant des oiseaux
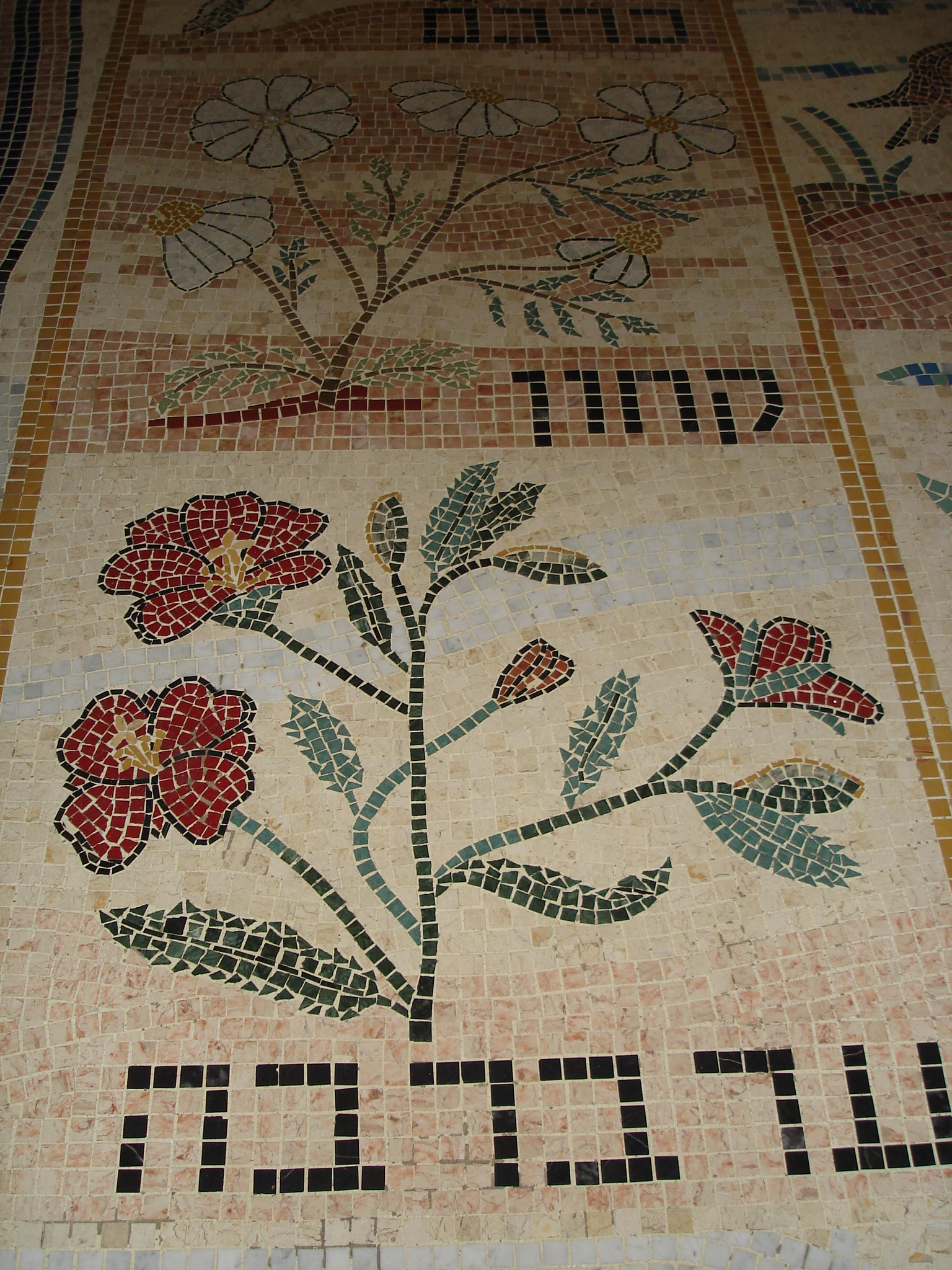
Mosaïques représentant des fleurs
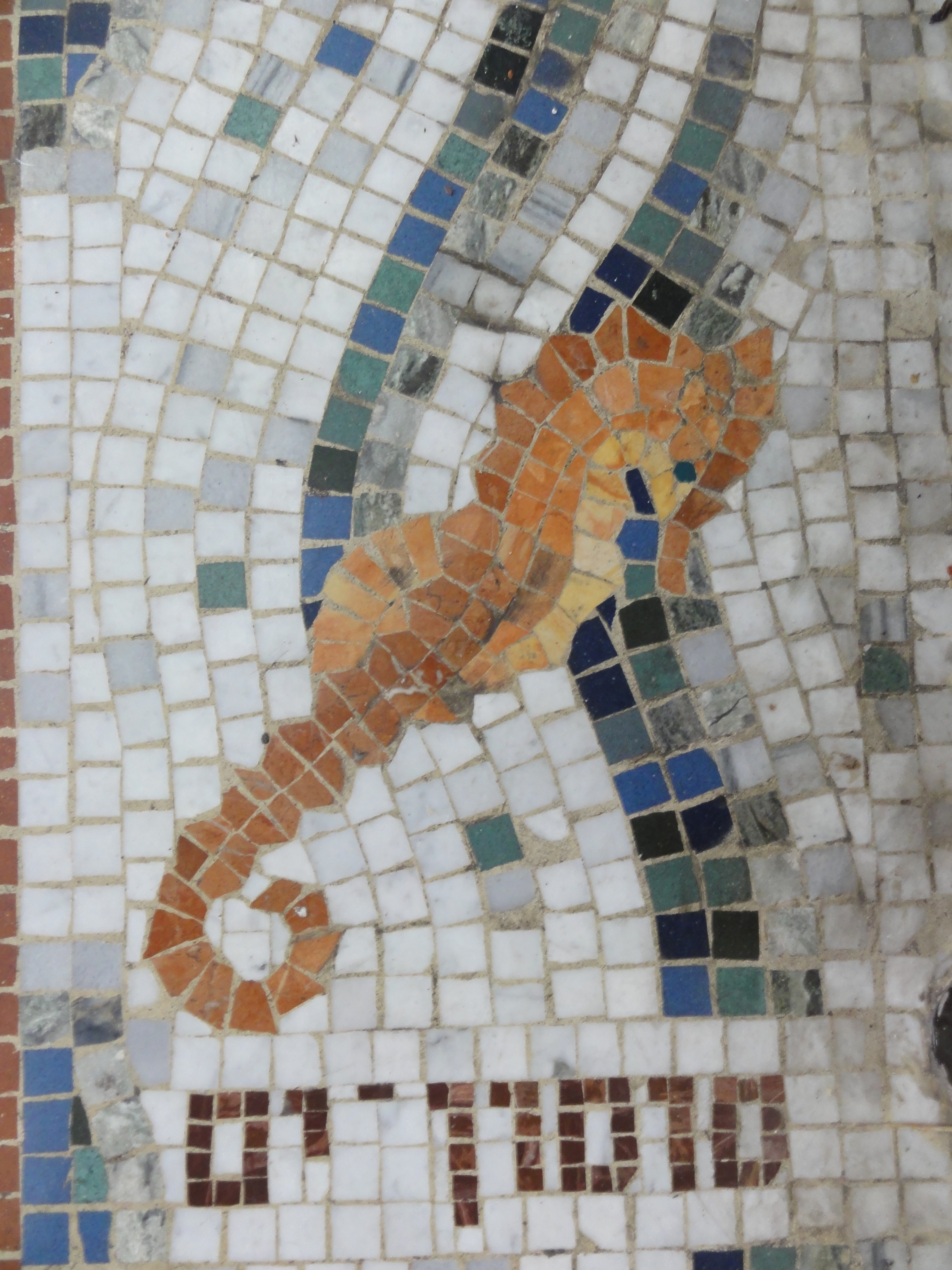
Mosaïque représentant un Hippocampe
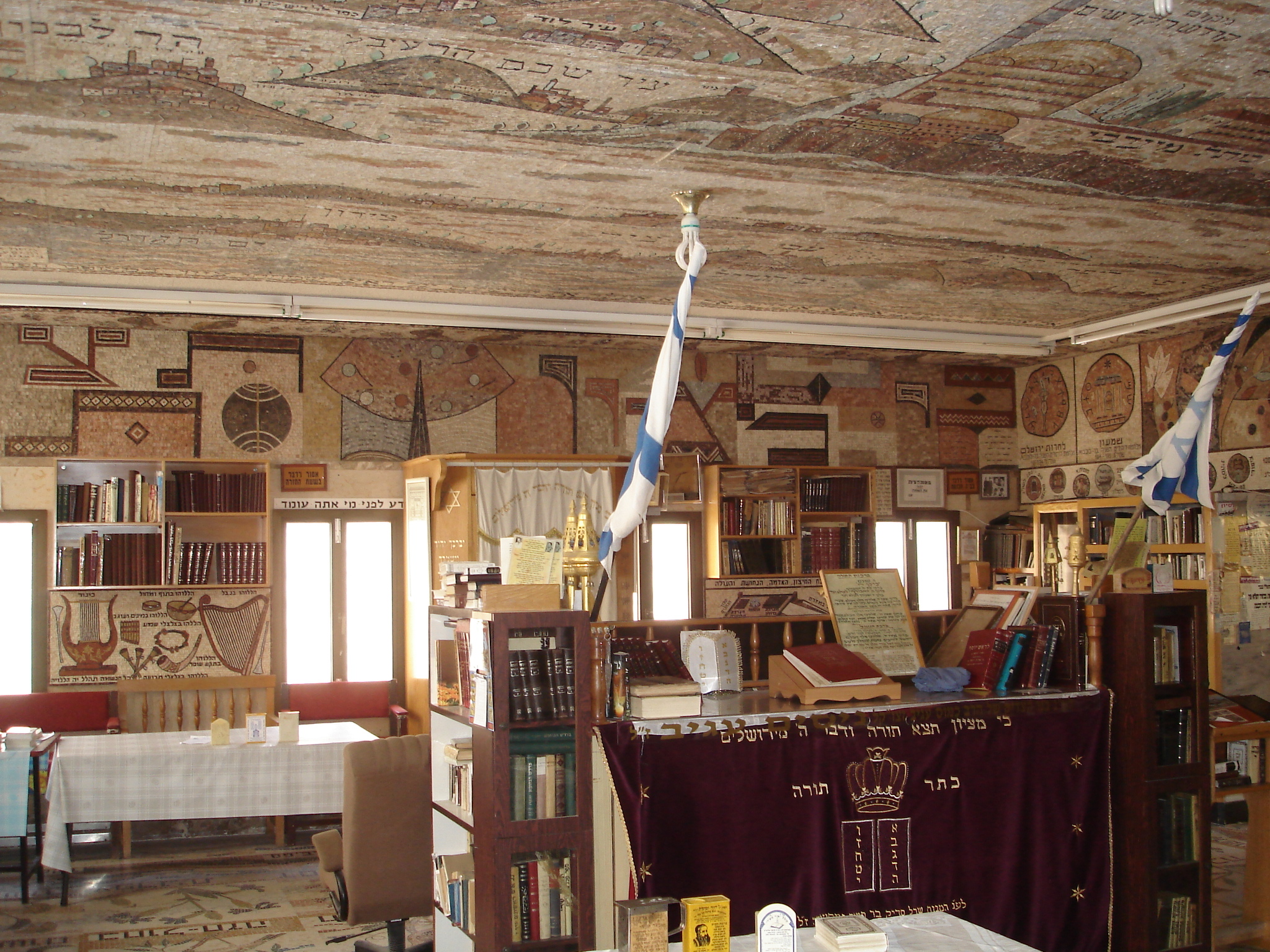
La salle de Beit Midrash au rez-de-chaussée

## Activités
La synagogue est active et offre en plus des offices religieux et de l'étude talmudique, de nombreux services et conférences. Unique par sa décoration, elle attire aussi une foule de touristes venant admirer ses mosaïques. Elle est fermée aux touristes le chabbat.